# Agnes van Hessen (-1332)
Agnes van Hessen († 13 januari 1332), Duits: Agnes Landgräfin von Hessen, was een landgravin uit het Huis Hessen en door huwelijk gravin van Nassau. Haar oudste twee zoons volgden hun vader op, haar jongste zoon werd aartsbisschop en keurvorst van Mainz.

## Biografie
Agnes was het enige kind van landgraaf Hendrik ‘de Jongere’ van Hessen en Agnes van Beieren, dochter van hertog Lodewijk II van Beieren en Mechtild van Habsburg.
Agnes huwde in 1307 met graaf Gerlach I van Nassau (vóór 1288 – 7 januari 1361). Samen met zijn broer Rupert V volgde Gerlach zijn vader Adolf op als graaf van Nassau. Omdat Gerlach toen nog een kind was, zal hij de regering pas gevoerd hebben nadat Rupert in 1304 in Bohemen sneuvelde. Volgens oorkonden regeerde Gerlach tussen 1312 en 1316 samen met zijn broer Walram III.
Agnes en Gerlach hadden hun residenties op de Burcht Sonnenberg en de Burcht Idstein. In Idstein bouwde Gerlach de kapittelkerk. Deze kerk heet sinds 1817 Uniekerk.
Agnes overleed op 13 januari 1332 en werd begraven in Klooster Klarenthal bij Wiesbaden.
Gerlach hertrouwde vóór 4 januari 1337 met Irmgard van Hohenlohe († 11 mei 1372), dochter van Kraft II van Hohenlohe en Adelheid van Württemburg. Uit dat huwelijk werden twee zoons geboren.
Gerlach droeg in 1344 zijn macht over aan de twee oudste zoons uit zijn huwelijk met Agnes. In een op 25 november 1355 te Eltville gesloten verdrag gingen deze Adolf en Johan over tot een verdeling van hun bezittingen. Adolf werd de stamvader van het Huis Nassau-Wiesbaden-Idstein en Johan van het Huis Nassau-Weilburg.
De jongste zoon van Agnes en Gerlach, eveneens Gerlach geheten, werd op 7 april 1346 in Avignon door paus Clemens VI gewijd tot aartsbisschop van Mainz.
Gerlach overleed op 7 januari 1361 en werd bij zijn echtgenote Agnes begraven in Klooster Klarenthal.

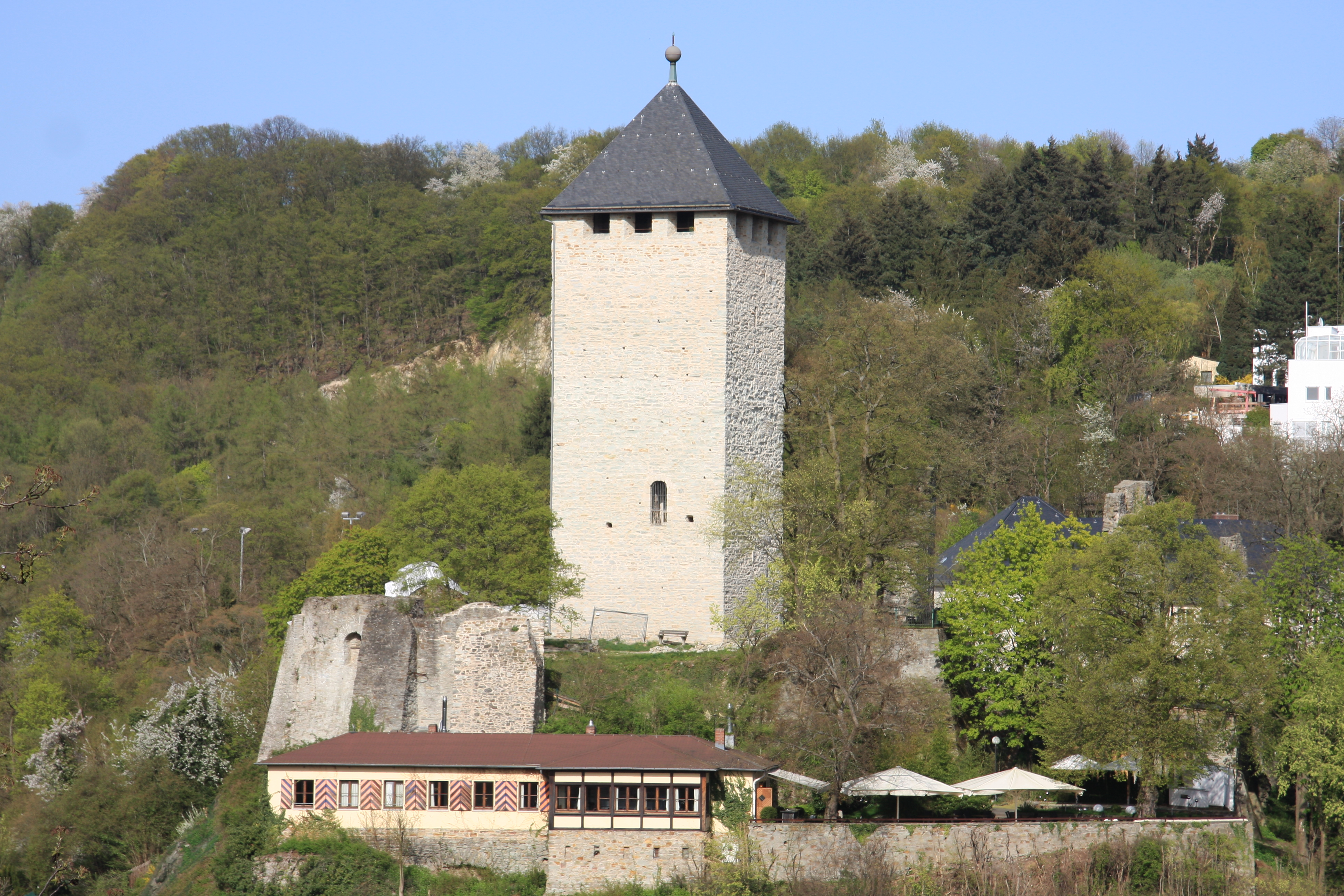
De Burcht Sonnenberg
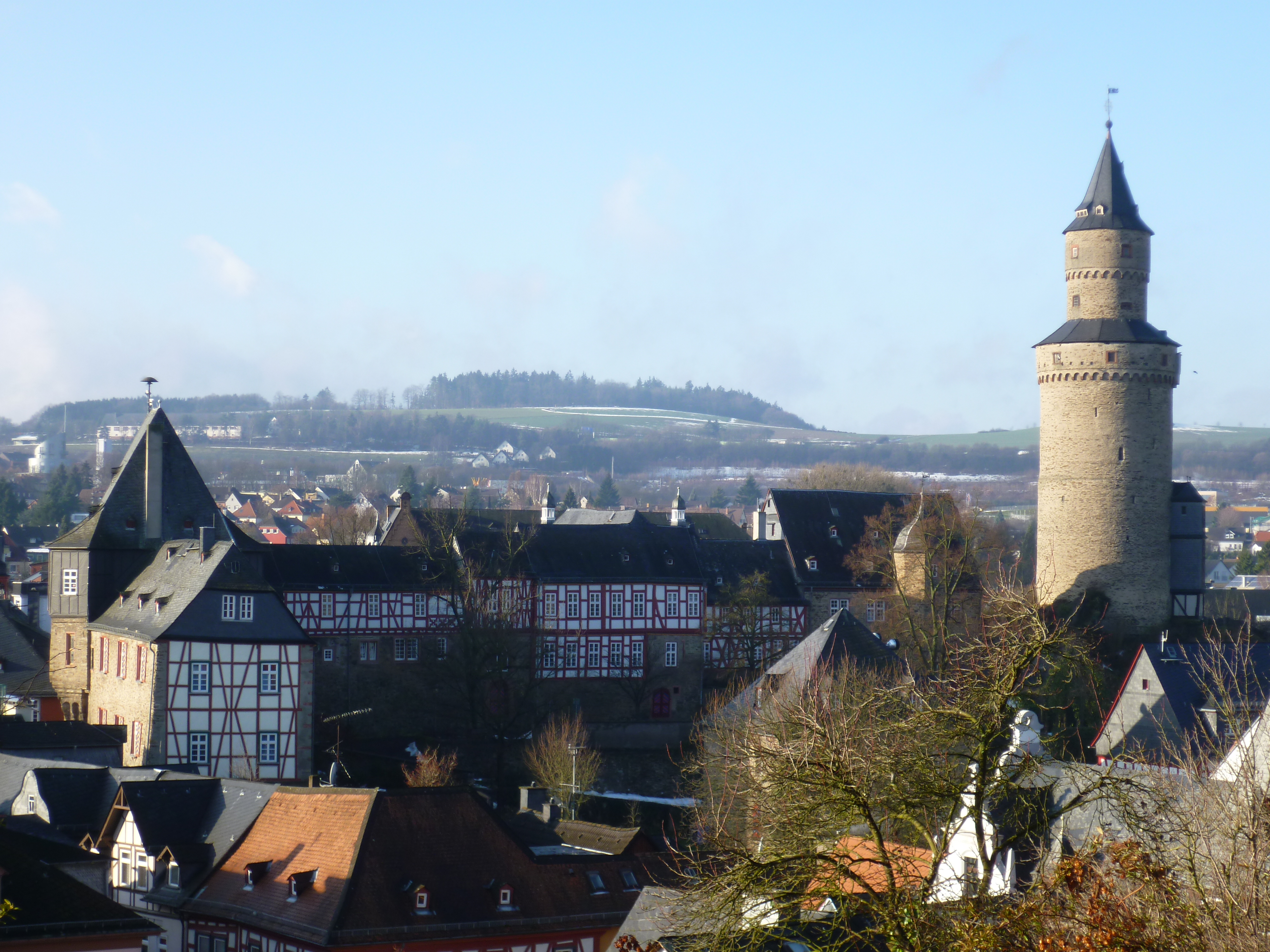
De Burcht Idstein
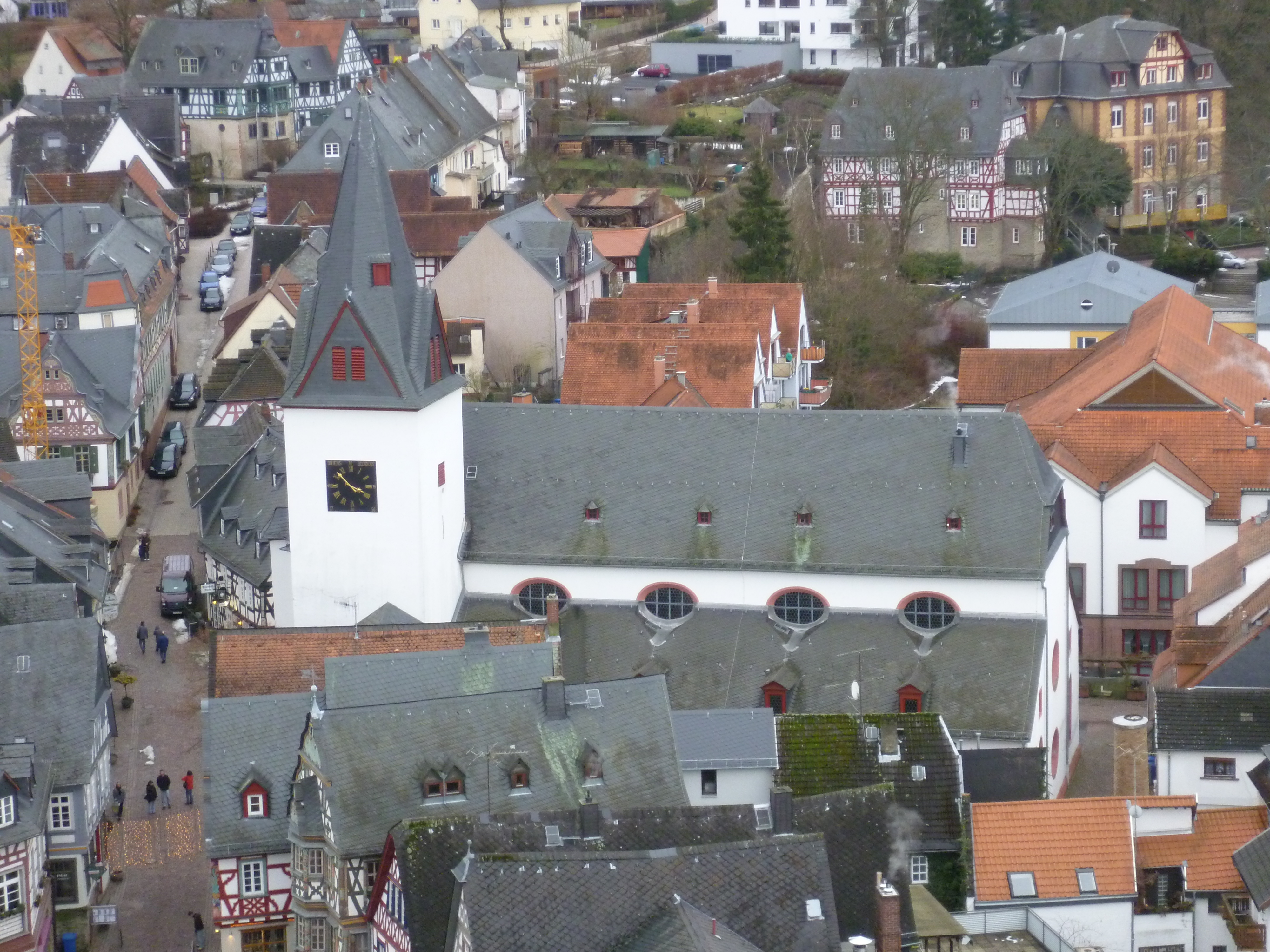
De Uniekerk te Idstein

## Kinderen
Uit het huwelijk van Agnes en Gerlach werden de volgende kinderen geboren:
1. Adolf I (1307 – Idstein, 17 januari 1370), volgde in 1344 zijn vader op, werd in 1355 graaf van Nassau-Wiesbaden-Idstein.
2. Johan I (1309 – Weilburg, 20 september 1371), volgde in 1344 zijn vader op, werd in 1355 graaf van Nassau-Weilburg.
3. Adelheid († 8 augustus 1344), huwde 16 mei 1326 met Ulrich III van Hanau († tussen 31 augustus 1369 en 2 januari 1370).
4. Agnes († Klooster Klarenthal, 16 mei ....), was non in Klooster Klarenthal.
5. Elisabeth († na 1370), huwde vóór 16 augustus 1326 met Lodewijk van Hohenlohe-Uffenheim († tussen 18 februari en 15 augustus 1356).
6. Gerlach (1322 – Aschaffenburg, 12 februari 1371), was vanaf 1346 aartsbisschop-keurvorst van Mainz.
7. Marie († vóór 1366), huwde vóór 1336 met Koenraad VI van Weinsberg genoemd van Breuberg († 1366).

## Grafmonument
Het grafmonument voor Agnes en Gerlach stond aan de rechterzijde van het altaar in een nis, d.w.z. aan de noordwand van het koor. Het reliëf van de grafplaat toonde het onder een dubbele kielboog staande, in gebed, licht naar rechts kijkende echtpaar: links Gerlach blootshoofds, zonder baard, in maliënkolder en wapenrok met langzwaard aan zijn riem, rechts zijn vrouw in eigentijdse dracht bestaande uit een lange jurk, mantel, hoofd- en kinsluier. De voeten van de ridder, in puntige schoenen met sporen, rustten op twee leeuwen; Agnes stond op een leeuw. Boven de bogen zaten vier wapenschilden. De inscriptie voor Gerlach luidde: “+ an(n)o · d(omi)ni · mo · ccclxio · i(n) crassti(n)o · e(pi)ph(an)ie · o(biit) · illustri(ssim)(us) · d(o)min(us) · gerlac(us) · comes · de · nassav filius · / sereniss(im)i · d(omi)ni · adolfi · regis · roma(n)or(um) ·” en de inscriptie voor zijn echtgenote luidde: “+ an(n)o · d(omi)ni · mo · ccco · xxxo iio · i(n) oct(av)a · e(pi)ph(an)ie · o(biit) · serenissi(m)a · d(omi)na · agnes · cu(n)iux · nobiliss(im)i · d(omi)ni · gerlaci · com(it)is / de nassau ·”. Het grafmonument werd in 1632 of 1650 uit de tot ruïne vervallen kloosterkerk overgebracht naar de Mauritiuskerk in Wiesbaden. Die kerk werd in 1850 door brand verwoest, het grafmonument ging daarbij verloren. Van het grafmonument resteert nog slechts een tekening van Heinrich Dors uit zijn in 1632 gepubliceerde Epitaphienbuch.

## Voorouders
| Voorouders van Agnes van Hessen | Voorouders van Agnes van Hessen                                                                 | Voorouders van Agnes van Hessen                                                                            | Voorouders van Agnes van Hessen                                                                        | Voorouders van Agnes van Hessen                                                                        | Voorouders van Agnes van Hessen                                                               | Voorouders van Agnes van Hessen                                                               | Voorouders van Agnes van Hessen                                                               | Voorouders van Agnes van Hessen                                                               |
| ------------------------------- | ----------------------------------------------------------------------------------------------- | --- | --- | --- | --------------------------------------------------------------------------------------------- | --------------------------------------------------------------------------------------------- | --------------------------------------------------------------------------------------------- | --------------------------------------------------------------------------------------------- |
| Betovergrootouders              | Hendrik I ‘de Krijgshaftige’ van Brabant (1165–1235) ⚭ 1180 Mathilde van Boulogne (1170–1210)   | Lodewijk IV ‘de Heilige’ van Thüringen (1200–1227) ⚭ 1221 Elisabeth ‘de Heilige’ van Hongarije (1207–1231) | Willem ‘de Dikke’ van Lüneburg (1184–1213) ⚭ 1202 ? Helena van Denemarken (1175/82–1233)               | Albrecht II van Brandenburg (1172/76–1220) ⚭ 1205 Mathilde van Landsberg (?–1255)                      | Lodewijk I van Beieren (1173–1231) ⚭ 1204 Ludmilla van Bohemen (ca. 1170–1240)                | Hendrik V ‘de Oudere’ van Brunswijk (1173/74–1227) ⚭ 1193/94 Agnes van Staufen (1176–1204)    | Albrecht IV ‘de Wijze’ van Habsburg (?–1240) ⚭ ca. 1215 Heilwig van Kiburg (ca. 1192–1260)    | Buchard V van Hohenberg (?–1253) ⚭ ? Mechtild van Tübingen (?–?)                              |
| Overgrootouders                 | Hendrik II ‘de Edelmoedige’ van Brabant (ca. 1207–1248) ⚭ 1241 Sophia van Thüringen (1224–1275) | Hendrik II ‘de Edelmoedige’ van Brabant (ca. 1207–1248) ⚭ 1241 Sophia van Thüringen (1224–1275)            | Otto I ‘het Kind’ van Brunswijk en Lüneburg (1204–1252) ⚭ 1228 Mathilde van Brandenburg (1206/15–1261) | Otto I ‘het Kind’ van Brunswijk en Lüneburg (1204–1252) ⚭ 1228 Mathilde van Brandenburg (1206/15–1261) | Otto II ‘de Illustere’ van Beieren (1206–1253) ⚭ 1222 Agnes van Brunswijk (ca. 1201–1267)     | Otto II ‘de Illustere’ van Beieren (1206–1253) ⚭ 1222 Agnes van Brunswijk (ca. 1201–1267)     | Rudolf I van Habsburg (1216–1291) ⚭ 1243/45 Gertrude van Hohenberg (1230/35–1281)             | Rudolf I van Habsburg (1216–1291) ⚭ 1243/45 Gertrude van Hohenberg (1230/35–1281)             |
| Grootouders                     | Hendrik I ‘het Kind’ van Hessen (1244–1308) ⚭ 1263 Adelheid van Brunswijk-Lüneburg (?–1274)     | Hendrik I ‘het Kind’ van Hessen (1244–1308) ⚭ 1263 Adelheid van Brunswijk-Lüneburg (?–1274)                | Hendrik I ‘het Kind’ van Hessen (1244–1308) ⚭ 1263 Adelheid van Brunswijk-Lüneburg (?–1274)            | Hendrik I ‘het Kind’ van Hessen (1244–1308) ⚭ 1263 Adelheid van Brunswijk-Lüneburg (?–1274)            | Lodewijk II ‘de Strenge’ van Beieren (1229–1294) ⚭ 1273 Mechtild van Habsburg (ca. 1253–1304) | Lodewijk II ‘de Strenge’ van Beieren (1229–1294) ⚭ 1273 Mechtild van Habsburg (ca. 1253–1304) | Lodewijk II ‘de Strenge’ van Beieren (1229–1294) ⚭ 1273 Mechtild van Habsburg (ca. 1253–1304) | Lodewijk II ‘de Strenge’ van Beieren (1229–1294) ⚭ 1273 Mechtild van Habsburg (ca. 1253–1304) |
| Ouders                          | Hendrik ‘de Jongere’ van Hessen (?–1298) ⚭ 1290 Agnes van Beieren (?–1345)                      | Hendrik ‘de Jongere’ van Hessen (?–1298) ⚭ 1290 Agnes van Beieren (?–1345)                                 | Hendrik ‘de Jongere’ van Hessen (?–1298) ⚭ 1290 Agnes van Beieren (?–1345)                             | Hendrik ‘de Jongere’ van Hessen (?–1298) ⚭ 1290 Agnes van Beieren (?–1345)                             | Hendrik ‘de Jongere’ van Hessen (?–1298) ⚭ 1290 Agnes van Beieren (?–1345)                    | Hendrik ‘de Jongere’ van Hessen (?–1298) ⚭ 1290 Agnes van Beieren (?–1345)                    | Hendrik ‘de Jongere’ van Hessen (?–1298) ⚭ 1290 Agnes van Beieren (?–1345)                    | Hendrik ‘de Jongere’ van Hessen (?–1298) ⚭ 1290 Agnes van Beieren (?–1345)                    |